# 世界美術館紀行
『世界美術館紀行』（せかいびじゅつかんきこう）は、NHKデジタル衛星ハイビジョン (BShi) とNHK教育テレビで放送されていた紀行番組・教養番組である。教育テレビでは2003年4月12日から2006年3月31日まで放送。番組の再放送は、この2局のほかに総合テレビでも行われていた。
番組は毎回世界各地の美術館を訪れ、そのエピソードなどを交えながら訪問先の収蔵品を紹介していた。

## 放送時間
（出典：）

### BShiでの放送
| 放送期間 | 放送時間（日本時間）         | 放送時間（日本時間）         |
| 放送期間 | 本放送                       | 再放送                       |
| -------- | ---------------------------- | ---------------------------- |
| 2003年度 | 火曜日 19:30 - 19:55（25分） | 水曜日 11:00 - 11:25（25分） |
| 2004年度 | 火曜日 19:30 - 19:55（25分） | 水曜日 11:30 - 11:55（25分） |
| 2005年度 | 火曜日 19:30 - 19:55（25分） | 木曜日 11:30 - 11:55（25分） |

### 地上波での放送
| 放送期間 | 放送時間（日本時間）              | 放送時間（日本時間）                                                          |
| 放送期間 | 本放送                            | 再放送                                                                        |
| -------- | --------------------------------- | ----------------------------------------------------------------------------- |
| 2003年度 | 教育 土曜日 21:30 - 21:55（25分） | 総合 土曜日 5:15 - 5:40（25分）                                               |
| 2004年度 | 教育 金曜日 22:00 - 22:25（25分） | 総合 土曜日 5:15 - 5:40（25分） 教育 金曜日 2:25 - 2:50（25分）（木曜日深夜） |
| 2005年度 | 教育 金曜日 22:00 - 22:25（25分） | 総合 土曜日 5:15 - 5:40（25分） 総合 月曜日 10:05 - 10:30（25分）             |

## ナレーション
- 石澤典夫

## テーマ音楽
- 久石譲「Musee Imaginaire」